# Khướu mỏ dẹt lớn
Conostoma oemodium là một loài chim thuộc chi đơn loài Conostoma trong họ Sylviidae. Chúng thường thấy được ở Ấn Độ, Bhutan, Myanmar, Nepal và Trung Quốc.